# Jean Parent
Jean Parent fue un deportista francés que compitió en esgrima, especialista en la modalidad de sable. Ganó dos medallas de plata en el Campeonato Mundial de Esgrima en los años 1949 y 1950.

## Palmarés internacional
| Campeonato Mundial | Campeonato Mundial  | Campeonato Mundial | Campeonato Mundial |
| Año                | Lugar               | Medalla            | Prueba             |
| ------------------ | ------------------- | ------------------ | ------------------ |
| 1949               | El Cairo (Egipto)   | Medalla de plata   | Sable por equipos  |
| 1950               | Montecarlo (Mónaco) | Medalla de plata   | Sable por equipos  |